# Kolbudy (gmina)
Kolbudy est une gmina rurale du powiat de Gdańsk, Poméranie, dans le nord de la Pologne. Son siège est le village de Kolbudy, qui se situe environ 11 km à l'ouest de Pruszcz Gdański et 15 km au sud-ouest de la capitale régionale Gdańsk.
La gmina couvre une superficie de 82,8 km2 pour une population de 12 042 habitants.

## Géographie
La gmina inclut les villages de Babidół, Bąkowo, Bielkówko, Bielkowo, Buszkowy Górne, Czapielsk, Gołąbkowo, Jankowo Gdańskie, Kolbudy, Kowale, Krymki, Łapino, Lisewiec, Lublewo Gdańskie, Miechucińskie Chrusty, Nowiny, Ostróżki, Otomin, Pręgowo et Żmijewo.
La gmina borde la ville de Gdańsk et les gminy de Pruszcz Gdański, Przywidz, Trąbki Wielkie et Żukowo.